# Съюз на ромите от Македония
Съюзът на ромите от Македония (на македонска литературна норма: Сојуз на Ромите од Македонија) е политическа партия в Северна Македония.
На изборите от 1998 г. печели едно депутатско място. На изборите от 5 юли 2006 г. партията печели 1 депутатско място, като част от коалиция, в която са ВМРО-ДПМНЕ. Председател на партията е Амди Байрам.